# Hemitilapia
Hemitilapia is een monotypisch geslacht van straalvinnige vissen uit de familie van de cichliden (Cichlidae).

## Soort
- Hemitilapia oxyrhyncha Boulenger, 1902